# گاوچشم (سرده)
گاوچشم (نام علمی: Schoenus) نام یک سرده از تیره جگنیان است.